# Salle du Manège

Die Salle du Manège während einer Sitzung der Nationalversammlung

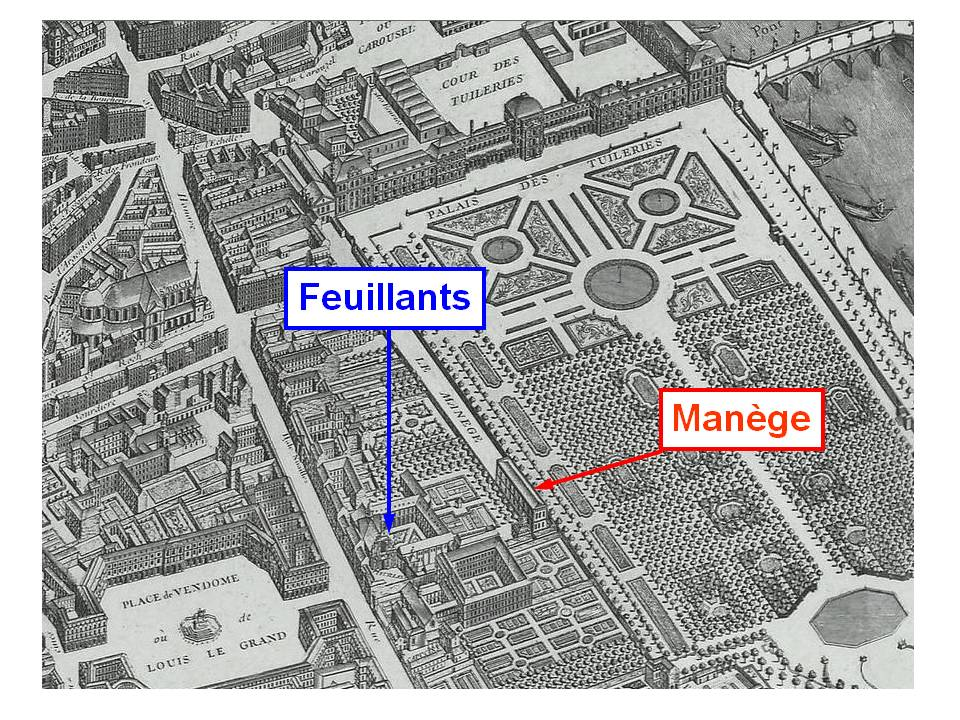
Lage der Reithalle auf dem Plan de Turgot (1739)

Die Salle du Manège war eine königliche Reithalle (französisch: manège) in Paris und während der Französischen Revolution von 1789 bis 1793 der Tagungsort der Nationalversammlung beziehungsweise (ab September 1792) des Nationalkonvents. Wenn nicht der Innenraum gemeint ist, heißt das Gebäude im Französischen Le Manège des Tuileries.
Das Bauwerk wurde zwischen 1715 und 1722 für den jungen König Ludwig XV., der dort seine Reitübungen abhielt, errichtet. Der Architekt Robert de Cotte schuf das 120 mal 20 Meter lange Gebäude an einer Seite des Jardin des Tuileries unweit des Tuilerienschlosses. Die funktionale, äußerlich schmucklose Reitschule der Tuilerien wurde eine Keimzelle der französischen und der gesamten europäischen Reitkunst. Dort lehrte ab 1730 der wohl einflussreichste Reitmeister François Robichon de la Guérinière.
Nach Ausbruch der Revolution und der Rückkehr Ludwigs XVI. nach Paris im Oktober 1789 verlegte die aus den Generalständen hervorgegangene Verfassunggebende Nationalversammlung (Konstituante) ihren Sitz ebenfalls in die Hauptstadt und tagte ab dem 9. November 1789 im Manegesaal und damit in unmittelbarer Nähe zum Monarchen. Im Inneren wurde der überaus schmale Raum für den neuen Zweck umgestaltet und einige Bankreihen für die Abgeordneten angebracht. Insgesamt litt die parlamentarische Nutzung an der beengten Situation, und die Akustik war schlecht. Für die Zuschauer war auf der umlaufenden Galerie und den beiden Balkontribünen (an den schmalen Seiten) nur wenig Platz vorhanden.

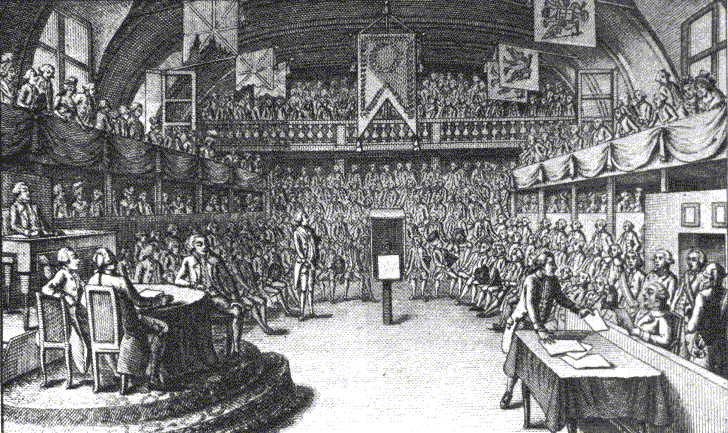
Die Verurteilung Ludwigs XVI. (1792)

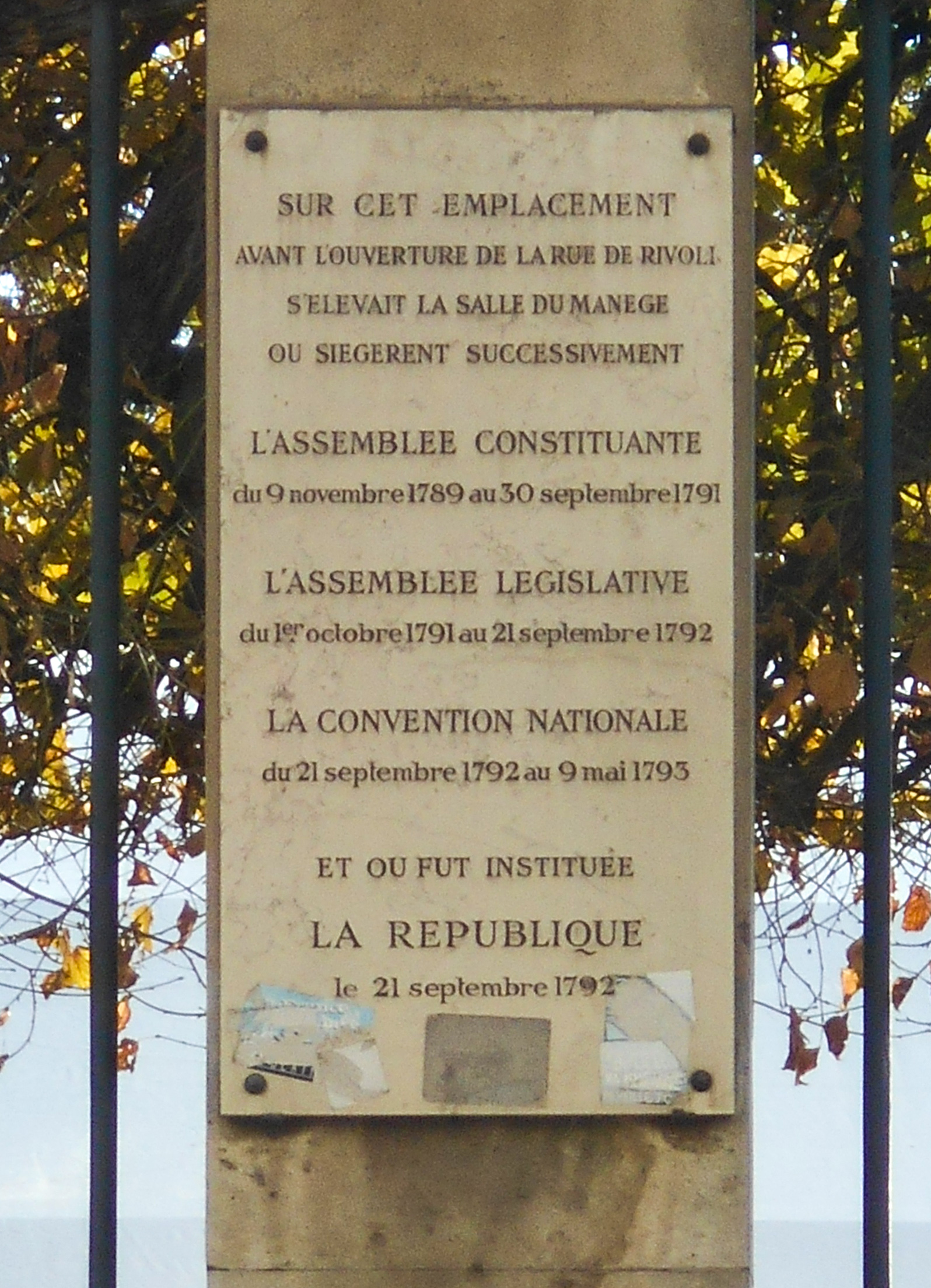
Gedenkplakette an der Rue de Rivoli

Die Konstituante beendete ihre Tätigkeit mit der Verkündung der ersten französischen Verfassung von 1791, die die Grundlagen für eine konstitutionelle Monarchie schaffen sollte. An die Stelle der Konstituante trat im Oktober 1791 die Gesetzgebende Nationalversammlung, die von der Zuspitzung der Revolution überfordert wurde. Beim Tuileriensturm am 10. August 1792 flüchtete die Königsfamilie zur Manege und damit unter den Schutz der Versammlung, welche dann ihre Festsetzung veranlasste. Die Legislative löste sich auf und wurde durch ein neues Parlament, den Nationalkonvent, ersetzt. Dieser beschloss am 21. September die Abschaffung der Monarchie. In der Salle du Manège fand im Dezember 1792 der Prozess gegen den später hingerichteten Ludwig XVI. statt.
Das Tuilerienschloss galt als Symbol staatlicher Macht. Es lag daher für die Institutionen der jungen Republik nahe, am 10. Mai 1793 dort ihren Sitz zu nehmen. Die freigewordene Manege wurde dann während des Direktoriums zwischen 1795 und 1798 von einem Teil der Legislative, dem Rat der Fünfhundert, genutzt. Im Jahr 1799 beherbergte sie in der Zeit vor dem Staatsstreich Napoleon Bonapartes einen Nachfolger des Jakobinerklubs. Dieser „Manegeklub“ (Club du Manège) konnte aber nicht an die frühere Bedeutung anknüpfen.
Napoleon nahm auf dem Gebiet des Tuilerienparks eine größere Umgestaltung vor, der die Manege im Jahr 1803 zum Opfer fiel. Auf dem Gelände befindet sich heute ein Abschnitt der Rue de Rivoli. Gedenktafeln erinnern dort an den historischen Ort.